# Лили Картер
Лили Картер (англ. Lily Carter, настоящее имя — Николь Вуд (Nicole Wood); 15 апреля 1990, Йонкалла, Орегон, США) — американская порноактриса.

## Биография
Лили Картер начала карьеру в порноиндустрии в 2010 году в возрасте 20 лет. Перед тем как стать порноактрисой, работала вебкам-моделью.
Её псевдоним взят от имени актрисы Линды Картер, исполнившей заглавную роль в телесериале «Чудо-женщина» (1975—1979).
У актрисы есть татуировка в виде двух звёзд на животе ниже пупка.

## Премии и номинации
- 2010 CAVR Award — Дебютант года[4]
- 2012 AEBN VOD Award — Лучший новичок[5]
- 2012 LA Underground Film Festival Award — Лучшая актриса — Wasteland[6]
- 2013 AVN Award — Лучшая актриса — Wasteland[7]
- 2013 XBIZ Award — Лучшая актриса (полнометражный фильм) — Wasteland[8]
- 2013 XBIZ Award — Лучшая сцена (полнометражный фильм) — Wasteland (с Лили Лабеу, Миком Блу, Рамоном Номаром, Дэвидом Перри и Тони Рибас)[8]
- 2013 XRCO Award — Лучшая актриса — Wasteland[9]
- 2013 XRCO Award — Кремовая мечта[9]
- 2013 XCritic Fans Choice Award — Лучшая актриса: полнометражный фильм — Wasteland[10]